# Nasutitermes
A Nasutitermes a rovarok (Insecta) osztályának csótányok (Blattodea) rendjébe, ezen belül a Termitidae családjába tartozó nem.

## Rendszerezés
A nembe az alábbi fajok tartoznak (lehet, hogy a lista hiányos):
- Nasutitermes bikpelanus
- Nasutitermes corniger (Motschulsky, 1855)
- Nasutitermes ephratae
- Nasutitermes exitiosus
- Nasutitermes magnus
- Nasutitermes matangensiformis
- Nasutitermes matangensis
- Nasutitermes nigriceps
- Nasutitermes novarumhebridarum
- Nasutitermes pinocchio
- Nasutitermes polygynus
- Nasutitermes princeps
- Nasutitermes takasagoensis
- Nasutitermes triodiae
- Nasutitermes walkeri

## Fordítás

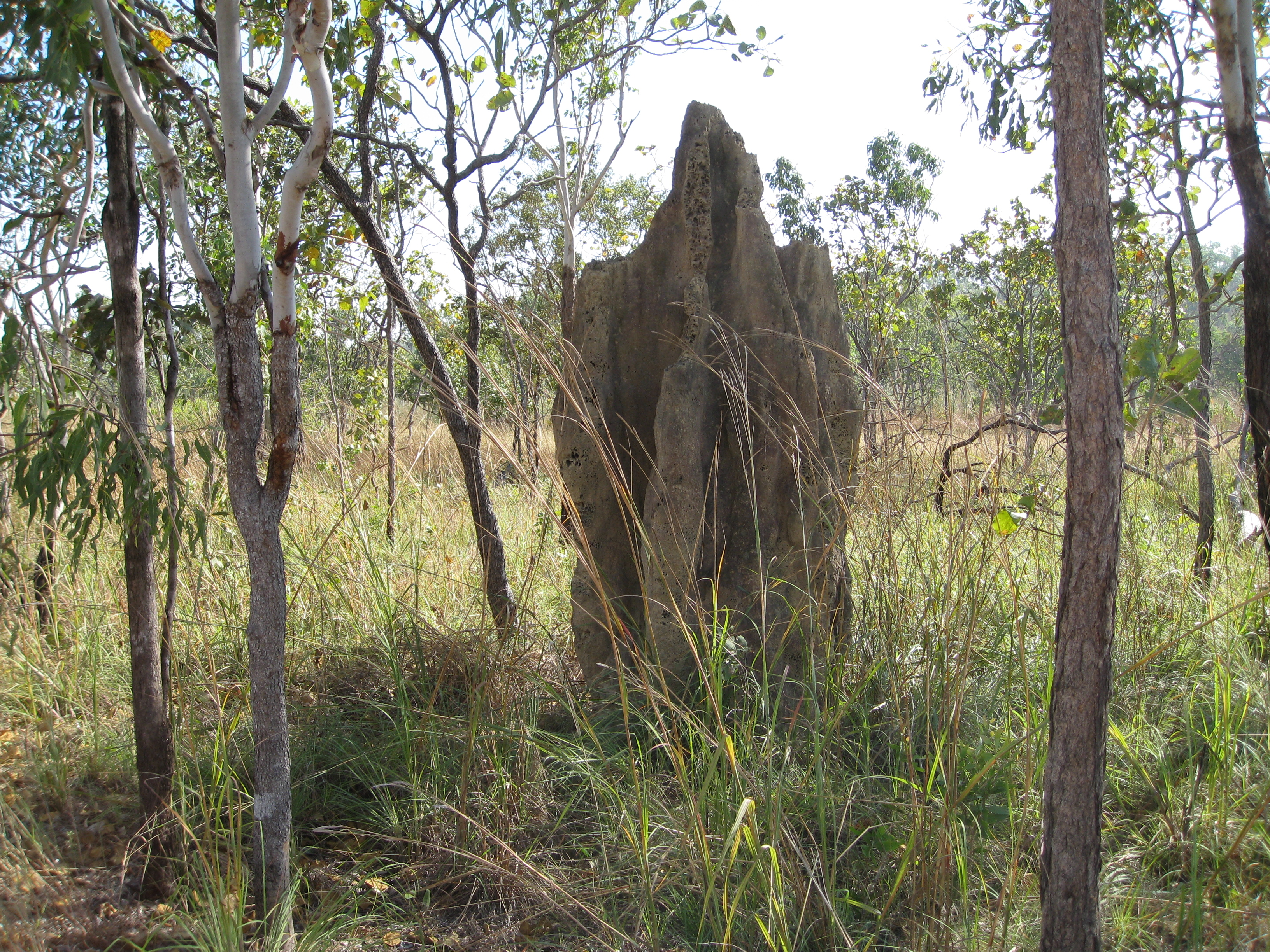
Nasutitermes sp. termeszvár Ausztráliában

- Ez a szócikk részben vagy egészben  a   Nasutitermes című angol Wikipédia-szócikk ezen változatának fordításán alapul.  Az eredeti cikk szerkesztőit annak laptörténete sorolja fel. Ez a jelzés csupán a megfogalmazás eredetét és a szerzői jogokat jelzi, nem szolgál a cikkben szereplő információk forrásmegjelöléseként.